# Agnieszka Górecka
Agnieszka "Nera" Górecka – polska wokalistka i autorka tekstów. Górecka działalność artystyczną rozpoczęła pod koniec lat 90. w gliwickim zespole MidnightDate. W 2003 roku dołączyła do blackmetalowej formacji Darzamat. Do 2009 roku z grupą nagrała trzy albumy studyjne SemiDevilish (2004), Transkarpatia (2005) oraz Solfernus' Path (2009). W 2009 roku utworzyła solowy projekt pod nazwą NeraNature. Początkowo zaanonsowano udział w projekcie perkusisty Macieja "Darkside" Kowalskiego znanego m.in. z występów w Crionics i Thy Disease oraz gitarzysty Krzysztofa "Chrisa" Michalaka – członka Darzamat. Ostatecznie stanowisko gitarzysty objął Marek Goerlitz. Z kolei perkusistą został Wojciech Sajfert. Skład uzupełnił także basista – Marek "Markus" Tkocz.

## Dyskografia
Darzamat
- SemiDevilish (2004, Metal Mind Productions, MVD)[6]
- Transkarpatia (2005, Metal Mind Productions, MVD)[7]
- Live Profanity (Visiting the Graves of Heretic) (DVD, 2007, Metal Mind Productions, MVD)[8]
- Solfernus' Path (2009, Massacre Records, Spiritual Beast)[9]

Inne
- Arcane - Dark Wings Syndrome (2010, Ethereal Sound Works, gościnnie: śpiew)[10]
- Semargl - Ordo Bellictum Satanas (2010, Twilight Records, gościnnie: śpiew)[11]
- NeraNature - Foresting Wounds (2011, Metal Mind Productions)[12]
- NeraNature - Disorders (2014, NeraNature)

## Teledyski
- NeraNature - "Precious Now" (2011, realizacja: Stanley McNoly)[13]
- NeraNature - "Twisted" (2014, realizacja: Agnieszka Górecka)
- NeraNature - "Mistaken" (2015, realizacja: Agnieszka Górecka)